# Euchromia koshunna
Euchromia koshunna är en fjärilsart som beskrevs av Jinhaku Sonan 1941. Euchromia koshunna ingår i släktet Euchromia och familjen björnspinnare. Inga underarter finns listade i Catalogue of Life.